# 山茱萸
山茱萸（学名：Cornus officinalis），山茱萸科落叶灌木或小乔木。其成熟果实为中药，别名山萸肉、药枣、枣皮、蜀酸枣、肉枣、薯枣、鸡足、实枣、萸肉、天木籽、山芋肉、实枣儿、山萸。

## 形态
山茱萸为山茱萸科落叶灌木或小乔木，高4-7米。树皮为淡褐色，成剥裂的薄片状。嫩枝绿色，老枝呈黑褐色。山茱萸的单叶对生，叶片为椭圆形或长椭圆形，长5-12厘米，宽3-4.5厘米，基部呈楔形，顶端渐尖，叶片上面稀疏地覆盖着绒毛，叶片下面的绒毛较密，有6-8对侧脉，叶脉之间覆盖有黄褐色绒毛。山茱萸的花在清明时节先于叶片开放，伞形花序，生于小枝顶端或枝腋处；有4裂花萼，黄绿色；4裂花瓣，黄色；4枚雄蕊；花盘为环状，肉质；子房下位，有2室。山茱萸的核果长椭圆形，外表光滑，秋分至寒露时节成熟，熟时深红色。种子长椭圆形，两端钝圆。花期在春季，果期在秋季。

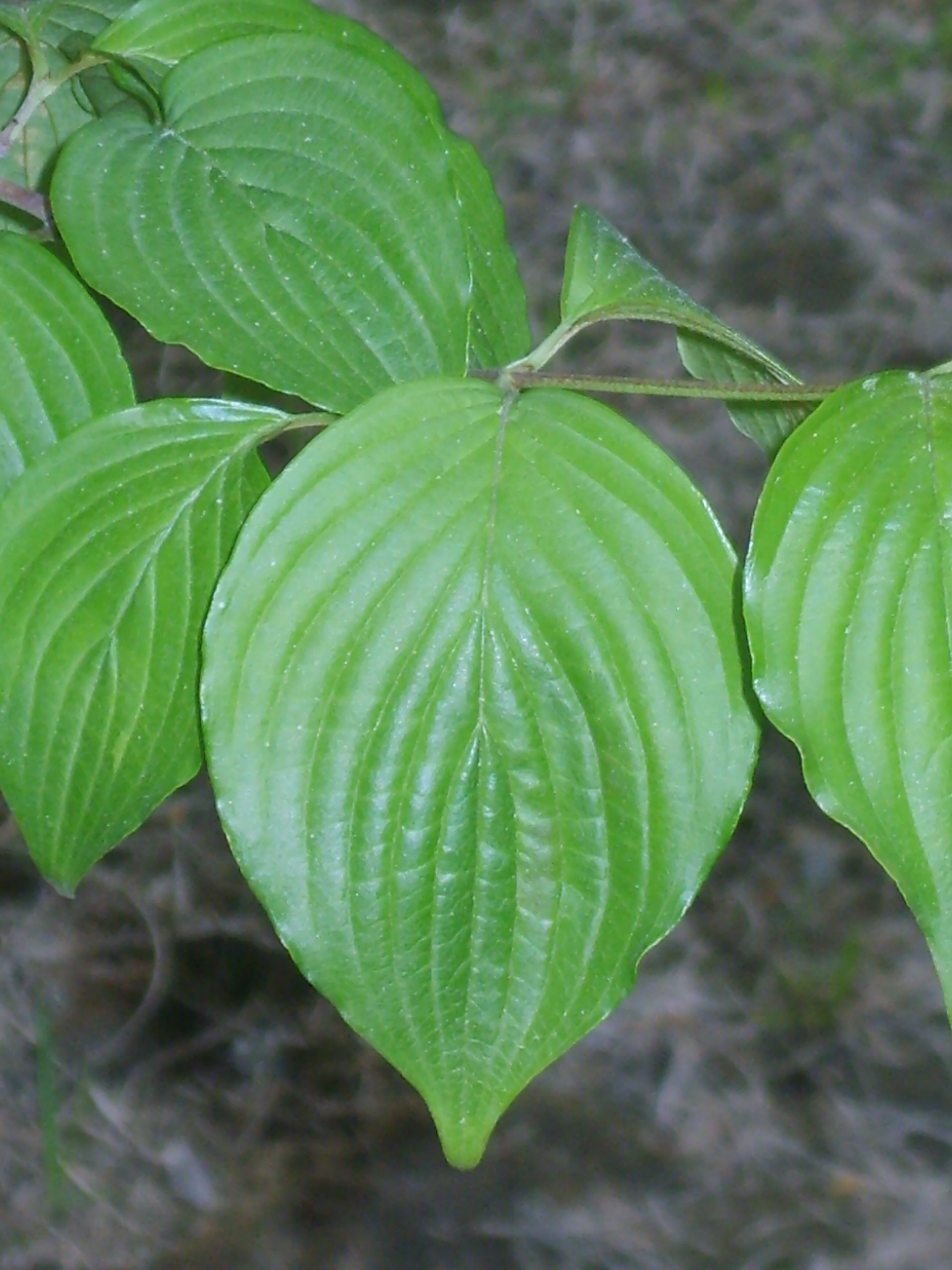
叶
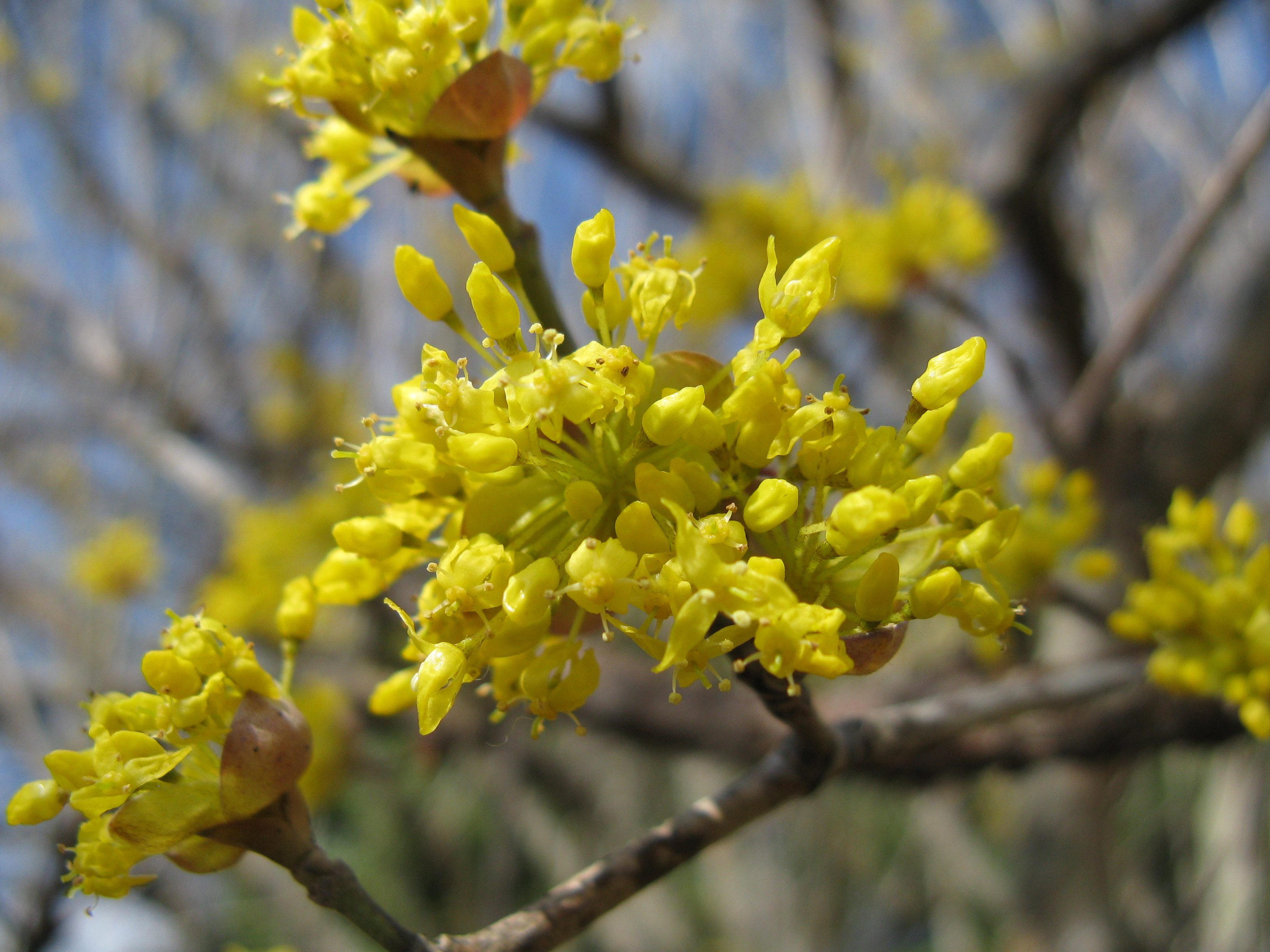
花
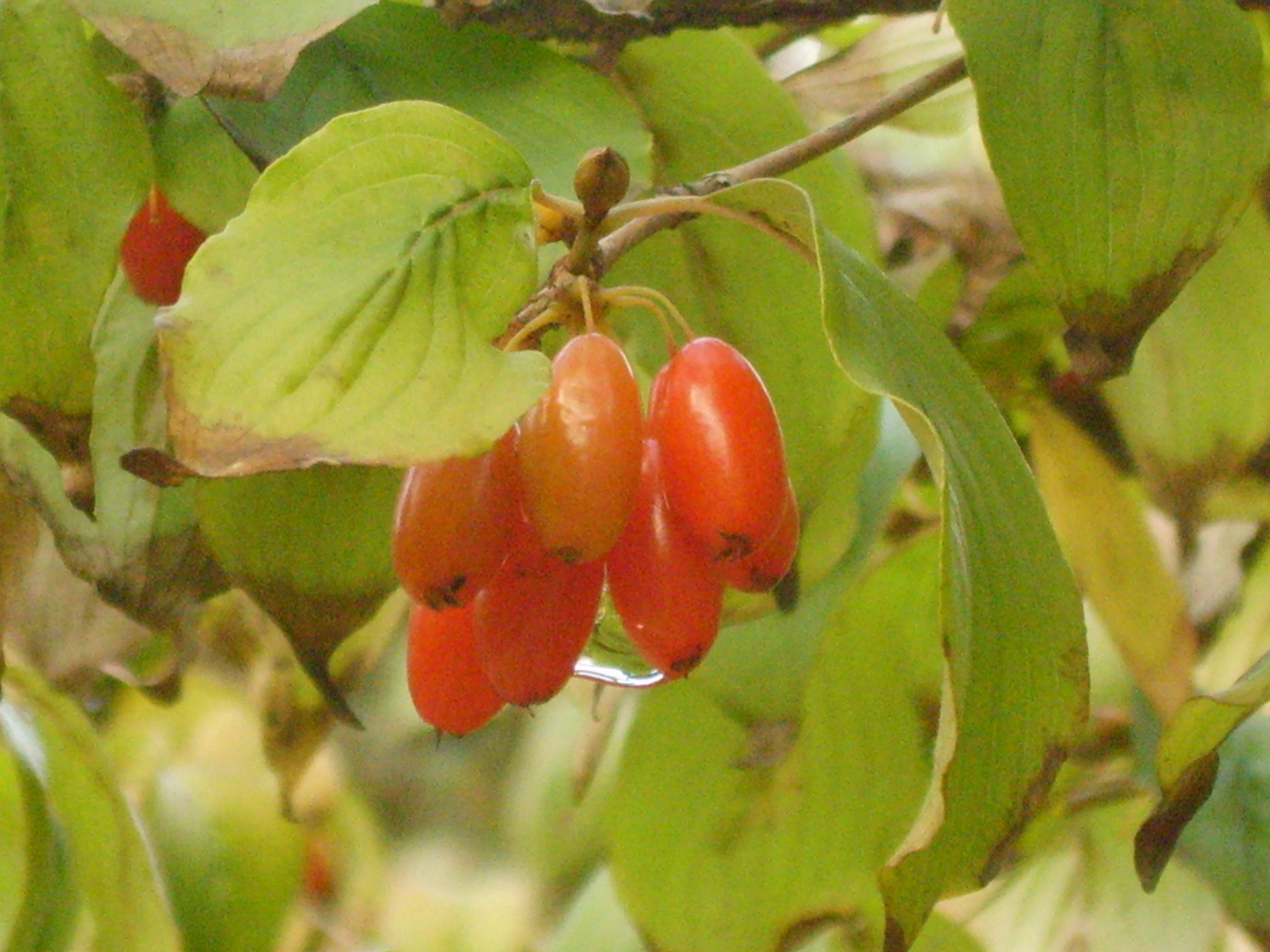
果
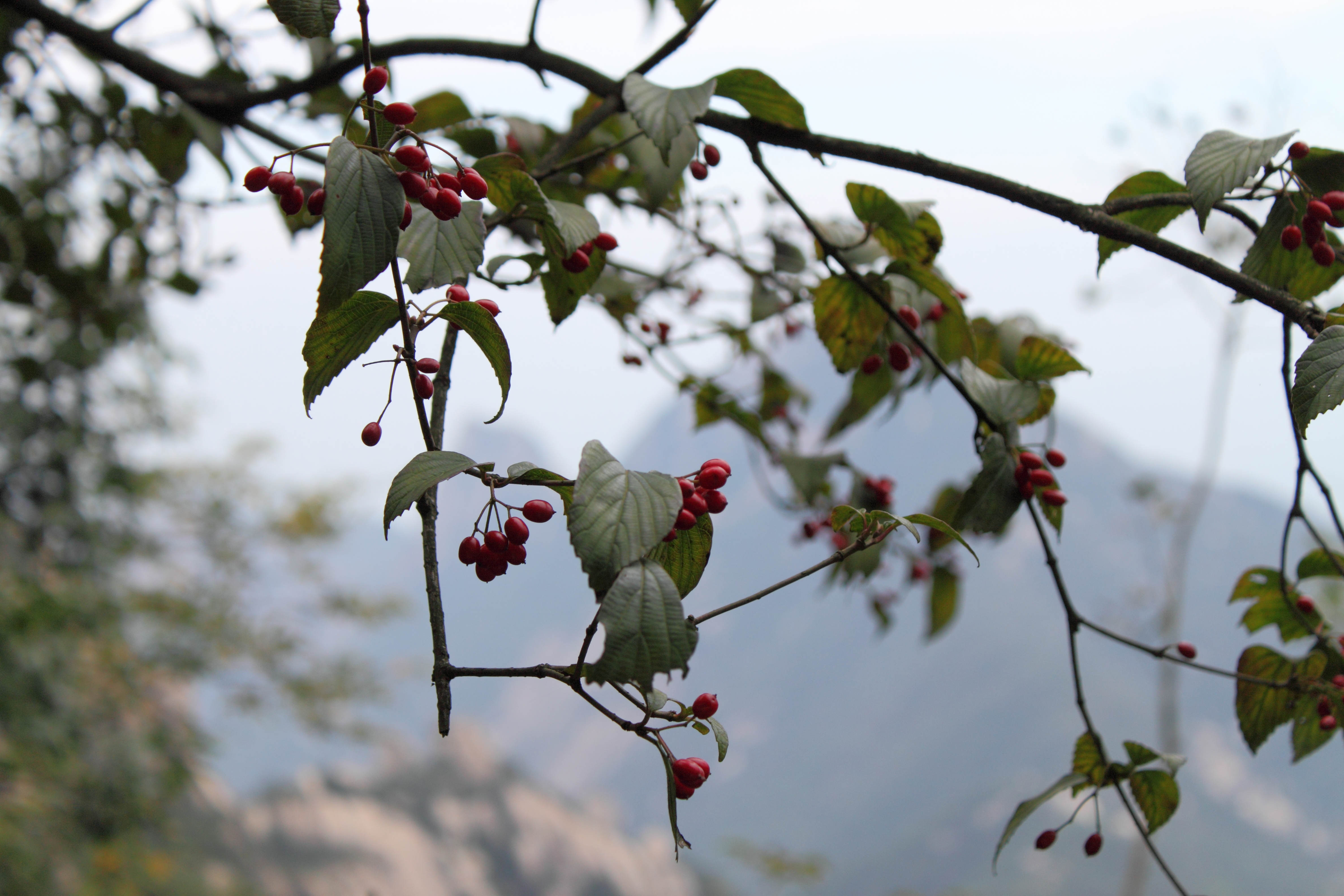
野生山茱萸

山茱萸是北温带和北亚热带树种，主要分布于东亚国家，如：中国、日本、朝鲜等。

## 种植

### 生长习性
山茱萸适宜在阴凉、湿润、土质疏松肥沃、背风的环境下生长。在生长发育期需水量很大，降水量在800毫米以上的环境才能满足生长。
山茱萸栽值后一般4-6年可以开花结果，15年左右进入盛果期，除花期怕寒冷侵袭外，产量比较稳定，平均亩产枣皮20多公斤。山茱萸的寿命很长，一百年以上仍然可以正常结果。

### 采制
一般在秋末冬初，当果实变红时就可以采收。用文火将果实烘烤或置于沸水中略烫后，捏出果核，晒干或烘干即可。

### 田间管理
(1)苗期管理出苗前要保持土壤湿润。出苗后除杂草。幼苗期苗高15厘米时可锄草并追肥1次。若小苗太密，在苗高12～15厘米时可间苗。幼苗松土施肥2～3次。当年幼苗达不到定植高度时，入冬前浇1次冻水，加盖杂草或牛马粪，以利保温保湿安全越冬。　　
(2)定植后的管理　　
①灌溉 一年应有3次大灌溉。第一次在春节发芽开花前，第二次在夏季果实灌浆期，第三次在入冬前。　　
②除草施肥每年中耕除草4～5次。春秋两季各追肥1次，10年以上大树每株施人粪尿5～10公斤。追肥时期以4月中旬的幼果初期效果最佳。盛花及坐果期追肥，喷0.1％硼溶液效果也较好。　　
③剪枝幼树高1米时，2月间打去顶梢，促侧枝生长。幼树期，每年早春将树基丛生枝条剪去，促主干生长。修剪以轻剪为主，促进营养枝迅速转化为结果枝。将过细、过密的枝条及徒长枝从基部剪掉，以利通风透光，提高结实率。对于主枝内侧的辅养枝，应在6月间进行环状剥皮、摘心、扭枝，以削弱生长势，促进早结果，早丰产。幼树每年培土1～2次，成年树可2～3年培土1次，若根露出土，应及时壅根。山茱萸栽培的田间管理 （页面存档备份，存于）

## 药用
山茱萸成熟的果实为常用中药。始载于《神农本草经》：「山茱萸，味酸平，主心下邪气，寒热温中，逐寒湿痹，去三虫，久服轻身，一名蜀枣，生山谷。」；《名医别录》中记载：「生汉中山谷及琅邪冤句，东海承县，九月十月采实，阴干。」；《本草纲目》中称山茱萸为肉枣。
炮制后的饮片呈不规则的片状或囊状，长1-1.5厘米，宽0.5-1厘米。表面紫红色或紫黑色，有光泽。肉质柔软。
山茱萸性微温，味酸、涩，归肝、肾经。有补益肝肾，固涩精气的功效。用于眩晕耳鸣、腰膝酸痛、阳痿遗精、遗尿尿频、崩漏带下、大汗虚脱、内热消渴等症。命门火炽、素有湿热及小便不利者不宜使用。
应用于肾气丸、六味地黄丸、知柏地黄丸、左归丸、杞菊地黄丸、八仙长寿丸、桂附地黄丸、益明地黄丸、济阴地黄丸等方剂中。此外，民间也用鲜萸肉以糖、蜜、酒浸汁作健身饮料。

### 化学成份
含有莫罗忍冬甙（morroniside）、7-O-甲基莫罗忍冬甙（7-O-methylmorroniside）、獐牙菜甙（sweroside）、番木鳖甙（loganin）、山茱萸鞣质1、2、3（cornus tannin l，2，3）、山茱萸甙、皂甙、鞣质、维生素A样物质、没食子酸、苹果酸、酒石酸等。

## 延伸阅读
[在维基数据编辑]
 《植物名實圖考·山茱萸》，出自吳其濬《植物名實圖考》